# Краківська ковбаса

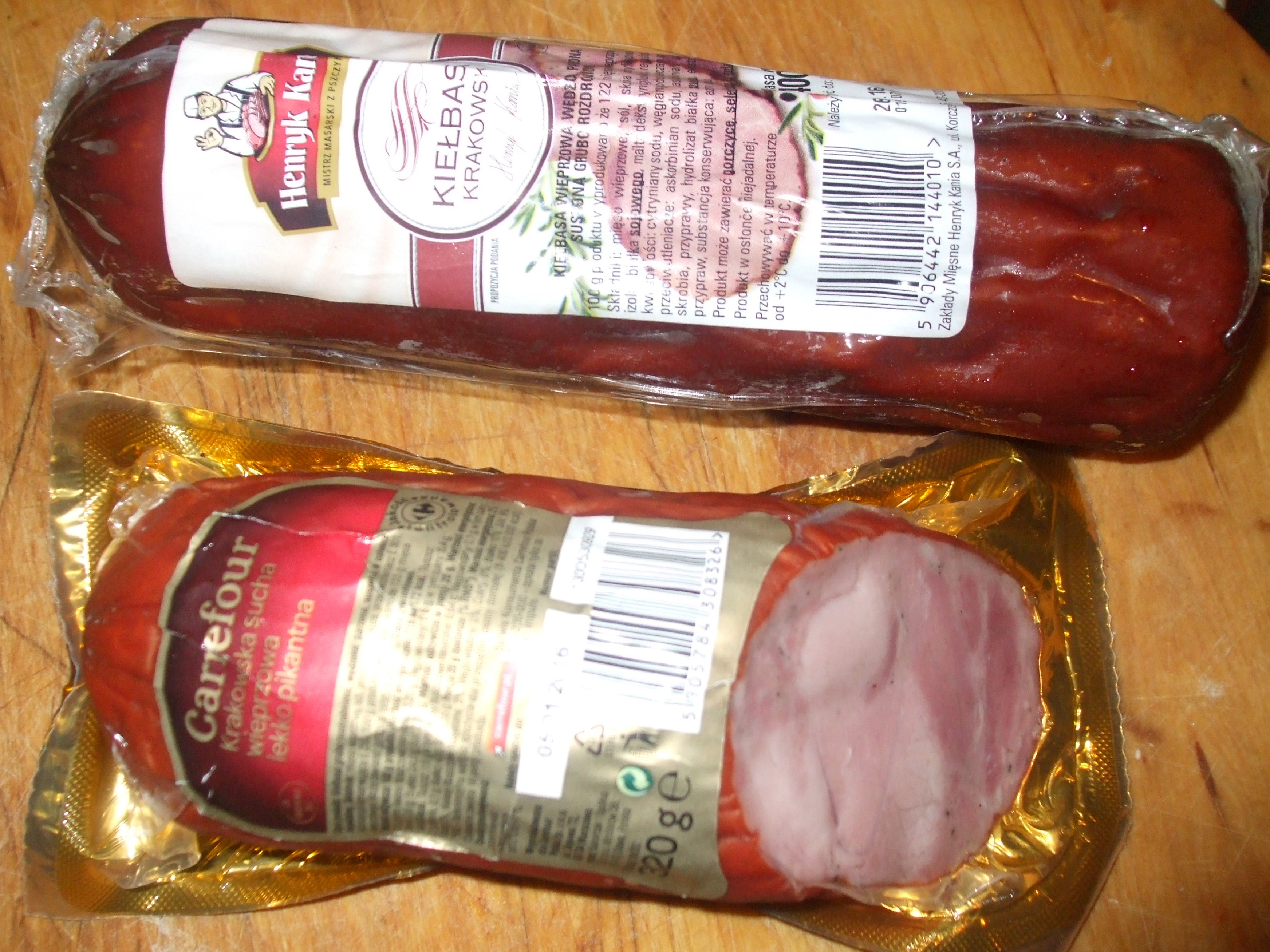
Ковбаси краківська суха та шинкова польського виробництва

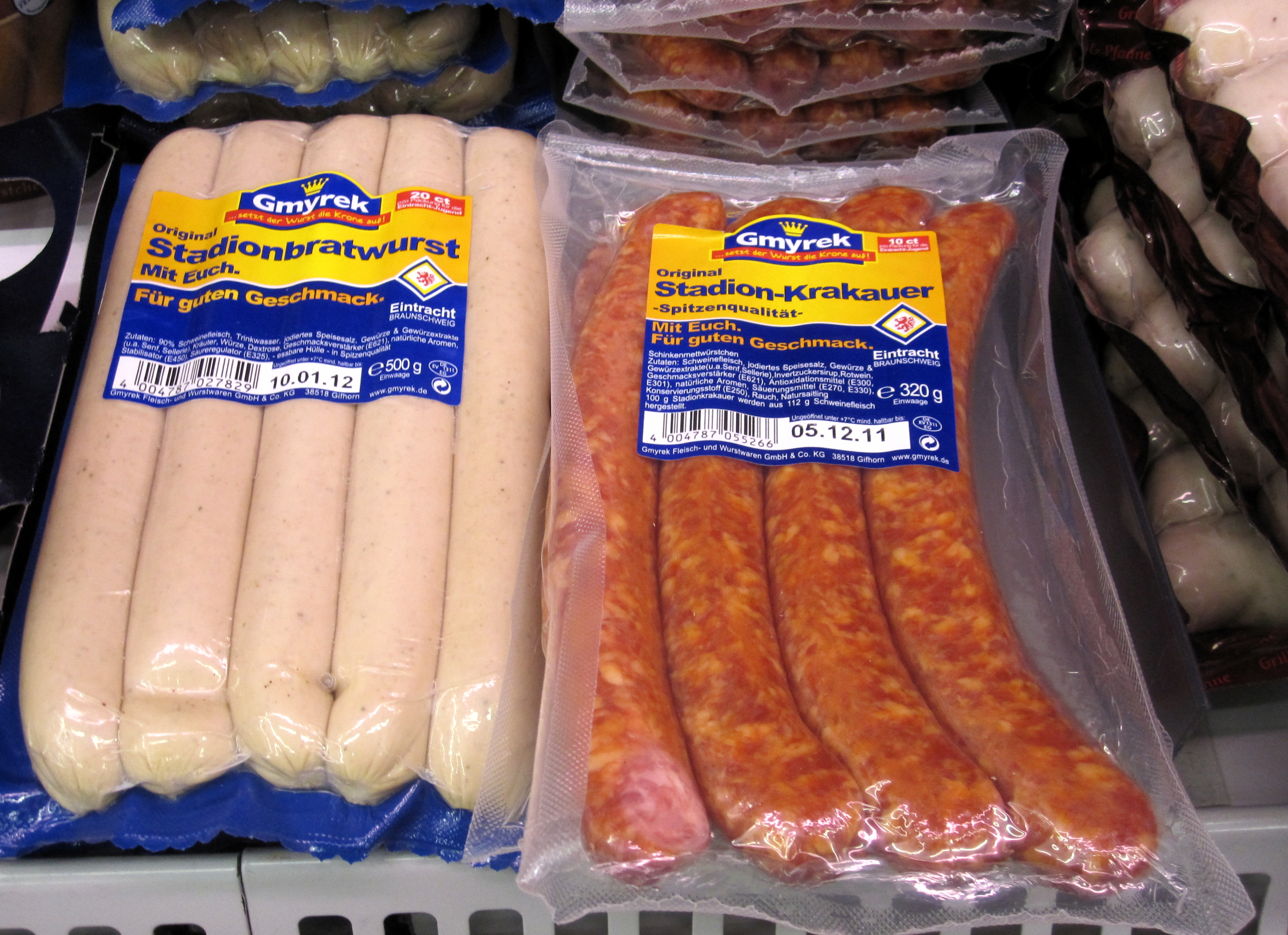
Ковбаса краківська (Krakauer) німецького виробництва (праворуч)

Краківська (пол. kiełbasa krakowska, нім. Krakauer) — один з різновидів варено-копчених ковбас, представлена різними сортами в країнах Центральної Європи, насамперед у Польщі, Німеччині та Австрії. Свою назву отримала по польському місту Кракову.

## У Польщі
Традиційна свиняча грубого помелу ковбаса, що виробляється з додаванням спецій, солі та картопляного крохмалю (в м'ясний склад має входити не менше 85 % шинки). Випускається як довго зберігаюча («суха»), так і звичайних різновидів, що не призначені для тривалого зберігання. Відома як високоякісний м'ясний продукт у польській Галичині та Малій Польщі принаймні з початку XIX сторіччя. Одним з наймайстерніших ковбасників Кракова був майстер Вінцент Саталецкій (помер 1914), який успадкував кулінарні секрети від свого пращура, ковбасника Яноша з Кошиць (помер в 1829 році). У центрі Кракова, на вулиці Флоріанська, знаходився «будинок Саталецьких» №6 (Кам'яниця «Під Оком Провидіння»), де аж до 1918 року були розташовані перші фабрика з виробництва та магазин з продажу «краківської».

## У Німеччині та Австрії
У Німеччині та Австрії «Кракауер» готується з рівних частин яловичого фаршу і різних сортів свинини (насамперед — свинячої очеревини), грубо мелених (не менше 5 мм). Використовуваними приправами є сіль, чорний перець, мелена паприка, мускат та часник. Готова маса заправляється в кишку діаметром не менше 45 мм. Потім ковбаси піддаються протягом 1:00 гарячому копченню і по закінченні — варяться протягом 30 хвилин. Після охолодження продукт протягом 6:00 проходить холодне копчення. Як різновид «Кракауера» — кавассі (Kawassy), в якій замість свинячого м'яса додається свиняче сало. У іншому сорті цих ковбас, «шинкової краківської» (Schinkenkrakauer), в рівних кількостях (по 1/3 від загальної кількості м'яса) для приготування беруться знежирена, з видаленими сухожиллями свинина, сало та яловичина. В іншому процес готування продукту подібний. Краківські ковбаски (Krakauer Würstchen) готуються з тієї ж харчової маси, що і звичайний «Кракауер», однак для них використовується фарш більш тонкого помолу. Також їх вага не повинна перевищувати 100 грамів, і укладається фарш в свинячу кишку діаметром не більше 30 мм. Процес приготування являє собою 1:00 гарячого копчення і потім — варити протягом 20 хвилин. Краківська шинка (Krakauer Schinkenwurst)  готується з 80 % нежирної свинини і 20 % яловичини. Свинину просолюють кілька годин, додають прянощі, додають яловичину та проводять грубий помел. Основними приправами є сіль, чорний перець і гірчичні зерна. Продукт заправляють в середню кишку діаметром не менше 65 мм, потім піддають гарячого копчення і варять 2:00.
В Австрії «Кракауером відмінної якості» (нім. Krakauer mit hervorhebender Bezeichnung) є ковбаса з 85 % просоленої знежиреної свинини і 15 % яловичини, з додаванням картопляного крохмалю. Власне ж «Кракауера» є ковбаси з 70 % просоленої свинячої м'якоті і 30 % яловичини, з додаванням картопляного крохмалю. У цій країні міністерством сільського господарства даний вид ковбас внесений (під номером 205) в регістр традиційних продуктів харчування (нім. Register der Traditionellen Lebensmittel) Австрії.

## Доповнення
- Die Fabrikation feiner Fleisch- und Wurstwaren, Hermann Koch und Martin Fuchs, Deutscher Fachverlag 2009, 22. Auflage. ISBN 978-3-86641-187-6